# Episodi di Bleach (ottava stagione)
L'ottava stagione dell'anime Bleach si intitola saga degli Arrancar: La battaglia (BLEACH 破面・激闘篇?, Burīchi: Arankaru Gekitō hen) e comprende gli episodi che vanno dal 152 al 167. La regia delle puntate è a cura di Noriyuki Abe e sono prodotte da TV Tokyo, Dentsu e Pierrot. Gli episodi sono adattati dal manga omonimo di Tite Kubo e corrispondono alle vicende narrate dal capitolo 252 al 289. La trama è incentrata sulla battaglia di Ichigo Kurosaki e i suoi compagni contro gli Espada, gli esponenti più forti dell'esercito dell'ex Shinigami Sōsuke Aizen, per salvare Inoue Orihime. L'ottava stagione è andata in onda in Giappone dal 12 dicembre 2007 al 16 aprile 2008 su TV Tokyo. L'edizione italiana è stata pubblicata su Prime Video il 25 febbraio 2022.
L'ottava stagione di Bleach utilizza tre sigle: una di apertura, After Dark degli Asian Kung-Fu Generation, e due di chiusura, Tane wo maku hibi di Kōsuke Atari (episodi 152-154) e Kansha dei Real Street Project (episodi 155-167).

## Lista episodi
| Nº  | Titolo italiano Giapponese 「Kanji」 - Rōmaji | In onda          | In onda          |
| Nº  | Titolo italiano Giapponese 「Kanji」 - Rōmaji | Giapponese       | Italiano         |
| 152 | Ichigo contrattacca! Questo è il mio Bankai! 「一護反撃！こいつが俺の卍解だ」 - Ichigo hangeki! Koitsu ga ore no bankai da | 12 dicembre 2007 | 25 febbraio 2022 |
| 152 | Ichigo combatte contro Dordoni non dando il massimo, e viene messo seriamente in difficoltà. L'Arrancar usa il Cero, ma interviene Nel che, dopo averlo ingoiato, lo respinge verso di lui. Pronto a tutto per costringere Ichigo a sfoderare il suo Bankai. Kurosaki utilizza il suo Bankai, ma l'Arrancar non è ancora soddisfatto e vuole combatterlo nella sua forma hollowificata per dimostrare ad Aizen di essere degno di far parte degli Espada; Ichigo lo accontenta, e lo sconfigge con un sol colpo. In seguito Nel usa la sua saliva per curarlo e Dordoni ne approfitta per attaccare di nuovo Ichigo. |                  |                  |
| 153 | Una ricerca diabolica! Il piano di Szayelaporro 「悪魔の研究！ザエルアポロの企み」 - Akuma no kenkyū! Zaeruaporo no takurami | 19 dicembre 2007 | 25 febbraio 2022 |
| 153 | Dordoni attacca nuovamente Ichigo ma questa volta lo Shinigami lo sconfigge immediatamente usando il proprio Bankai. Kurosaki prosegue con la bambina. Nel frattempo Dordoni con le ultime forze si frappone tra Ichigo e gli Exequias incaricati di inseguirlo. L'Arrancar ritiene di avere un debito di gratitudine verso colui che lo ha sconfitto, avendo egli combattuto al massimo solo per assecondarlo. Aizen chiede ad uno dei Exequias chi ha ordinato di attaccare Dordoni, di questo atto risponde l'Espada Szayel Aporro Grantz. Ishida intanto combatte contro il Privarón Espada Cirucci Thunderwitch, e Rukia incontra l'Espada numero 9 Aaroniero Arruruerie, che, dopo aver condotto Kuchiki in una stanza ombrosa, toglie la propria maschera rivelandosi essere Kaien Shiba, lo Shinigami vicecapitano della Tredicesima Divisione, ucciso proprio dalla ragazza anni addietro. |                  |                  |
| 154 | Rukia e Kaien, un doloroso incontro 「ルキアと海燕、哀しみの再会」 - Rukia to Kaien, kanashimi no saikai | 26 dicembre 2007 | 25 febbraio 2022 |
| 154 | Aaroniero Arruruerie l'Espada numero 9, parla con Rukia. Egli ha gli stessi ricordi del vero Kaien e quindi Rukia si sta convincendo che lui sia il vero vicecapitano della sua squadra. L'Espada racconta che, dopo la sua morte, lui è resuscitato nell'Hueco Mundo, ed è diventato un Espada di Aizen. I due si ricordano i momenti passati insieme. Gin Ichimaru parla con Ulquiorra e vediamo che l'uomo dai capelli argentei sta manipolando le stanze per fare in modo che Rukia affrontasse Aaroniero. Kaien perdonerà il suo omicidio solo quando la ragazza ucciderà i suoi amici. La ragazza capisce così che quello che ha di fronte a sé è un impostore, ed inizia ad attaccarlo, infuriata per il modo in cui l'Arrancar ha provato ad infangare il nome del suo compagno Kaien. Dopo aver utilizzato entrambi gli attacchi del proprio Shikai, osserva l'inutilità degli attacchi in quanto è stato proprio Kaien ad insegnarle tali mosse e sa benissimo come evitarle. |                  |                  |
| 155 | Il contrattacco di Rukia! Un kido disperato 「ルキア反撃！決死の鬼道を放て」 - Rukia hangeki! Kesshi no kidō o hanate | 9 gennaio 2008   | 25 febbraio 2022 |
| 155 | Rukia continua ad affrontare Aaroniero, e lui riesce sempre ad evitare le sue mosse e a contrattaccare, senza mai farsi colpire dalla ragazza anche se lei si sforza al massimo per riuscire ad ucciderlo. Aaroniero usa lo Shikai di Kaien, Nejibana: si tratta di una lancia che usa il potere dell'acqua. Rukia si ricorda che in precedenza ad Aaroniero dava fastidio la luce e quindi utilizza il kidō: prima rompe il muro, poi lo blocca ed infine ne usa un altro per ferirlo. L'Espada rivela il suo vero aspetto, cioè quello di una capsula di vetro, e si scopre che alla luce non può usare i poteri degli Hollow che lui ha assorbito. Rientrato nell'ombra riprende l'aspetto del vicecapitano e dice che lui ha assorbito i poteri di Kaien quando è venuto nell'Hueco Mundo, rilasciando la sua Zanpakutō: Glotoneria, e la sua parte inferiore diventa un mostro tentacolare. |                  |                  |
| 156 | Ishida e Pesche, l'attacco combinato dell'amicizia 「石田＆ペッシェ、友情の合体攻撃？」 - Ishida & Pesshe, yūjō no gattai kōgeki | 16 gennaio 2008  | 25 febbraio 2022 |
| 156 | Ishida combatte ancora contro Cirucci, dove Ishida non riesce a colpirla e lei blocca tutti i suoi attacchi con la propria Zanpakutō. Pesche Guatiche arriva in aiuto di Ishida, e dice di avere un colpo chiamato Infinite Slick, che fa scivolare la Privaron Espada. Lei si arrabbia e rilascia la sua Zanpakutō, dove le sue due grandi ali risultano taglienti come spade. Nel combattimento, Pesche Guatiche intralcia più volte Ishida, che quindi non ha mai occasione per attaccare perché deve difendere l'Arrancar. Osservando che le sue frecce vengono sempre bloccate, Ishida usa uno dei tubi che ha sulla cintura, dove prende una specie di lama per tagliare queste lame volanti di Cirucci. |                  |                  |
| 157 | L'asso nella manica di Ishida. Seeleschneider 「石田の切り札、魂を切り裂くもの」 - Ishida no kirifuda, tamashī o kirisaku mono | 23 gennaio 2008  | 25 febbraio 2022 |
| 157 | Ishida con questa lama chiamata Seele Schneider, si difende dagli attacchi di Cirucci. L'ex Espada concentra tutta la sua potenza in un solo attacco e butta via le sue ali, e quindi prova a colpire Ishida con la sua coda tagliente, sfidando l'avversario ad un duello di spade, ma il Quincy le rivela che la Seele Schneider non è una lama ma una freccia, perché l'unica arma che usano i Quincy sono frecce. Dopo averla utilizzata sconfigge l'avversario. Appena Ishida va via con il suo compagno, Cirucci viene raggiunta dagli Exequias. Chad affronta il Privarón Espada Gantenbainne Mosqueda. Dopo aver subito un po' di colpi, Chad si accorge che da quando è entrato nell'Hueco Mundo, i suoi poteri sono aumentati, e trasforma il suo braccio destro in un grande scudo chiamato Brazo Derecha del Gigante. |                  |                  |
| 158 | Il braccio destro del gigante e il braccio sinistro del diavolo 「巨人の右腕、悪魔の左腕」 - Kyojin no uwan, akuma no sawan | 30 gennaio 2008  | 25 febbraio 2022 |
| 158 | Chad riesce a colpire più volte Gantenbainne, quindi il Privaron Espada rilascia la sua Zanpakutō. Chad trasforma anche il suo braccio sinistro, al che afferma che mentre quello destro è per la difesa il braccio sinistro gli serve per attaccare. Il braccio sinistro trasformato ricorda la forma di un teschio. Sado usa la tecnica chiamata La Muerte, che rompe anche il muro. Yasutora lascia in vita l'avversario ed incontra l'Espada chiamato Nnoitra Gilga, anche se Gantenbainne gli consiglia di fuggire perché il nuovo arrivato è un Espada. Chad decide di attaccarlo con il suo braccio sinistro, ma Nnoitra ride e lo sconfigge con un colpo solo. |                  |                  |
| 159 | La morte di Yasutora Sado e le lacrime di Orihime 「茶渡泰虎死す！織姫の涙」 - Sado Yasutora shisu! Orihime no namida | 6 febbraio 2008  | 25 febbraio 2022 |
| 159 | Nnoitra è deluso perché Chad è davvero debole, e non lo vuole uccidere perché dice che uccidere i deboli è inutile, perché le persone forti verranno ricordate solo per aver ucciso avversari forti non i deboli. Chad si rialza cercando nuovamente di affrontare l'Espada, ma Tesla, il vice di Nnoitra, blocca il suo attacco, e Sado sviene; ciò fa infuriare il suo comandante perché ha interferito durante il loro incontro, ricordandogli che non deve temere nulla in quanto è l'Espada più forte. Ulquiorra parla con Orihime affermando che è patetica perché si interessa sempre degli altri, e continua dicendo che anche se sono vivi non cambierà nulla perché prima o poi moriranno tutti. Renji incontra l'Espada numero 8 Szayel Aporro Grantz. Renji usa il suo Bankai, ma si distrugge subito e Granz sorride. Nel frattempo Rukia combatte ancora contro Aaroniero. |                  |                  |
| 160 | Le tue ultime volontà e il tuo cuore sono qui con me... 「遺言、心は此処に・・・」 - Yuigon, kokoro wa koko ni | 13 febbraio 2008 | 25 febbraio 2022 |
| 160 | Aaroniero dice che lui ha divorato oltre 33.650 Hollow e che può usare i poteri di tutti loro. Rukia dice che non può più attaccare Aaroniero perché non vuole più attaccare Kaien. Kaien la trafigge con la sua lancia e la Zanpakuto di Rukia si rompe. Lei si ricorda il suo allenamento con Kaien, e tutti i momenti passati insieme a lui, e sembra decisa a morire per mano di Kaien, ma ricordando le parole di Kaien (affida il tuo cuore ai tuoi amici), e ricordandosi il motivo per cui si trova nell'Hueco Mundo, riacquista la sua risoluzione, e utilizza la terza danza: San No Mai, Shirafune. Essa consiste nel riaggiustare la propria Zanpakuto, colpendo in testa l'Espada, e così l'avversario muore. La Shinigami vorrebbe proseguire, per andare a salvare Orihime, ma, avendo subito delle gravi ferite, sviene. |                  |                  |
| 161 | Le provocazioni di Ulquiorra, il crudele Arrancar 「残酷な破面、ウルキオラの挑発」 - Zankoku na arankaru, Urukiora no chōhatsu | 20 febbraio 2008 | 25 febbraio 2022 |
| 161 | Renji è stupito che il suo Bankai sia stato distrutto e l'Espada numero 8 Szayel Aporro Grantz, spiega che grazie alle informazioni recuperate da suo fratello maggiore Yylfordt Granz, che Renji ha combattuto ed ucciso, è riuscito a neutralizzarlo. Abarai pensa che Szayel voglia vendicarsi perché lui ha ucciso suo fratello, mentre invece all'Espada non importa affatto tale sentimento. Renji quindi è costretto a combattere solo con il suo Shikai. Con la morte di Aaroniero, vediamo la reazione degli altri Espada, e vediamo la vice di Stark, Lilynette, che dialoga proprio con Stark, e l'Espada, anche se stava dormendo già sapeva della morte di Aaroniero. Ichigo incontra Ulquiorra, l'Espada informa Ichigo che Rukia è sicuramente morta, ed ha la certezza perché Aaroniero aveva il compito di fornire informazioni a tutti gli altri Espada. Ichigo allora vuole andarsene per andare a salvare Rukia, ma Ulquiorra vuole fare in modo che Ichigo lo attacchi, e quindi gli dice che è stato lui a rapire Orihime e a portarla a Las Noches. Ichigo quindi usa il Bankai. |                  |                  |
| 162 | Szayelaporro ride! La trappola per Renji è ultimata 「笑うザエルアポロ、恋次包囲網完成」 - Warau Zaeruaporo, Renji hōi ami kansei | 27 febbraio 2008 | 25 febbraio 2022 |
| 162 | Ichigo usa la sua maschera di Hollow e attacca Ulquiorra con il Getsuga Tenshō; l'Espada prova a bloccarlo con una mano sola, ma non ci riesce ed usa anche l'altra mano, ma viene colpito lo stesso. Ichigo è certo di aver ucciso Ulquiorra e sta per andarsene con Nel, ma Ulquiorra ritorna e visto che Ichigo non può più usare la maschera, viene battuto da Ulquiorra con un Cero e un calcio. Kurosaki non si vuole arrendere perché dice che se batte Ulquiorra che è l'Espada più forte la guerra è già finita, però Ulquiorra si rivela essere l'Espada numero 4, Ulquiorra Schiffer, e con la mano fa un buco nel petto di Ichigo. Ulquiorra è deluso, e dice che Ichigo ha solo due possibilità: o andarsene dall'Hueco Mundo o morire. Due Arrancar di nome Loly e Menoly picchiano Orihime perché Aizen preferisce lei a loro. Renji continua a combattere contro Szayel, cerca di ferirlo in qualsiasi modo, ma non ci riesce, allora inizia a combatte contro le Fracción di Szayel, ma fa fatica a batterli. In suo aiuto arriva Ishida. |                  |                  |
| 163 | Shinigami e Quincy, una folle battaglia 「死神とクインシー、狂気との戦い」 - Shinigami to kuinshī, kyōki to no tatakai | 5 marzo 2008     | 25 febbraio 2022 |
| 163 | Orihime continua ad essere picchiata dalle due Arrancar, Loly e Menoly, ma viene salvata dall'Espada Grimmjow Jeagerjaques, che le ripaga il favore di avergli guarito il braccio. Le due Arrancar anche se uccise da Grimmjow, vengono guarite da Orihime, facendo così aumentare l'odio delle due. Ishida nel frattempo arriva ad aiutare Renji, il Quincy prova ad eliminare Szayel, ma sono del tutto inutili perché anche di Ishida, Szayel ha le informazioni registrate nel combattimento tra lui e Cirucci. Mentre Renji non è in grado di usare il Bankai, Ishida non riesce ad usare le sue frecce al massimo del loro potenziale. Quindi visto che i due non possono usare al massimo i loro poteri, decidono di collaborare. |                  |                  |
| 164 | Il piano di Ishida, attacco e difesa in venti secondi 「石田の作戦、２０秒の攻防」 - Ishida no sakusen, Nijū byō no kōbō | 12 marzo 2008    | 25 febbraio 2022 |
| 164 | Renji afferra Szayel, e con il suo Shikai intrappola entrambi. Renji dice di non essere mai stato bravo col Kido e di non saperlo trattenere, e si chiede chi dei due sopporterà di più il dolore, esplodendo entrambi. Ma tutto questo era un piano di Ishida, per distrarre Granz. Mentre l'Espada era impegnato con Renji, il Quincy aveva piazzato delle trappole, e con questa trappola Szayel subisce una terrificante esplosione. Szayel è ferito gravemente e per guarire dalle ferite che ha subito, si mangia uno dei suoi subordinati, e così guarisce completamente. Però poi l'Espada decide di andarsene perché il suo vestito è stato rotto e si vuole cambiare, dando così il tempo ad Ishida e Renji di pensare ad un piano, mentre lui penserà ad un grottesco modo per ucciderli. Grimmjow porta Orihime da Ichigo, perché vuole che lei lo guarisca dalle ferite che ha subito, così dopo potrà combattere di nuovo contro Ichigo. Grimmjow, dalla ferita che ha Ichigo, cioè il buco sul petto, capisce che è stato Ulquiorra, mentre lo stesso Ulquiorra chiede a Loly e Menoly che fine abbia fatto Orihime, e le due Arrancar rivelano che l'ha presa Grimmjow. Ulquiorra così rintraccia Grimmjow e i due si preparano ad affrontarsi. |                  |                  |
| 165 | Intenzioni omicide che ribollono! La gioia di Grimmjow 「殺意沸騰！歓喜のグリムジョー」 - Satsui futtō! Kanki no Gurimujō | 19 marzo 2008    | 25 febbraio 2022 |
| 165 | Grimmjow affronta Ulquiorra, ed anche essendo un numero più debole, riesce ad intrappolarlo usando la Caja Negacion, così per due o tre ore Ulquiorra sarà imprigionato in un altro mondo. la Sexta Espada chiede ad Orihime di guarire Ichigo, così i due si potranno affrontare al massimo della loro potenza. Lo Shinigami e l'Espada si affrontano, ma Grimmjow ancora non è contento perché vuole che Ichigo usi la maschera e combatta al massimo delle sue forze, e quindi usa il Gran Rey Cero per colpire Orihime, ma Ichigo usa la maschera e riesce a bloccare il colpo di Grimmjow. |                  |                  |
| 166 | Scontro tra sforzi estremi! Ichigo Hollow! 「死力ＶＳ死力!ホロウ化した一護」 - Shiryoku vs. shiryoku! Horōkashita Ichigo | 9 aprile 2008    | 25 febbraio 2022 |
| 166 | Orihime è spaventata dal nuovo aspetto di Ichigo, che se ne accorge e le dice di stare tranquilla perché ora andrà tutto bene e farà presto a sconfiggere Grimmjow; infine le chiede di attivare lo scudo per proteggere lei e Nel dal combattimento. Grimmjow effettua il rilascio, con un aspetto che ricorda una pantera e il combattimento inizia. Grimmjow cerca di rompere la maschera, ma Ichigo lo ferma; il combattimento prosegue. Grimmjow manda dei dardi contro Orihime e per salvarla Ichigo interferisce venendo ferito. Orihime è sempre più spaventata dall'aspetto di Ichigo sotto forma di Hollow, Nel, invece, riprende Orihime dicendo che dovrebbe fare il tifo per lui, poiché è venuto a salvarla e ha fatto tutto questo per lei. Orihime sentendo queste parole si rincuora e grida a Ichigo di non morire; in lacrime aggiunge che la cosa importante è che non si faccia male. Ichigo riprende le forze e blocca l'attacco di Grimmjow con una sola mano, affermando che non può permettersi di essere colpito ancora, ferendolo poi con la spada. |                  |                  |
| 167 | Il momento decisivo, la fine di Grimmjow 「決着の時、グリムジョーの最後」 - Kecchaku no toki, Gurimujō no saigo | 16 aprile 2008   | 25 febbraio 2022 |
| 167 | L'Espada si rifiuta di accettare la sconfitta e in un flashback racconta la possibile evoluzione da Hollow a Gillian ad Adjuchas che, se non si nutrono in continuazione di loro simili, possono regredire e perdere la possibilità di evolvere; è stato in questa forma che Grimmjow ha incontrato alcuni futuri Arrancar e si è unito a loro per diventare Vasto Lorde. Grimmjow ferisce nuovamente Ichigo, dicendogli che schiaccerà chiunque lo guardi dall'alto in basso, e si prepara ad usare la sua tecnica migliore, Desgarróņ. In un altro flashback Grimmjow ricorda quando i suoi compagni Adjuchas hanno rinunciato a progredire e gli hanno chiesto di essere mangiati per diventare Vasto Lorde almeno come parte di lui. Grimmjow lancia Desgarrón contro Ichigo, ma questo riesce a bloccarla e a squarciarla, ricordando nel frattempo i motivi per cui è venuto, arrivando a dare il colpo finale a Grimmjow. A questo punto può riunirsi a Nel ed Orihime. |                  |                  |

## DVD

### Giappone
Gli episodi della ottava stagione di Bleach sono stati distribuiti in Giappone anche tramite DVD, quattro per disco, da maggio 2008 a agosto 2008.
| N° | Data           | Dischi | Episodi |
| -- | -------------- | ------ | ------- |
| 1  | 28 maggio 2008 | 1      | 152-155 |
| 2  | 25 giugno 2008 | 1      | 156-159 |
| 3  | 23 luglio 2008 | 1      | 160-163 |
| 4  | 27 agosto 2008 | 1      | 164-167 |